# Argyrophenga antipodum
Espèce
Argyrophenga antipodum est une espèce de lépidoptères (papillons) de la famille des Nymphalidae et de la sous-famille des Satyrinae. Comme les deux autres espèces du genre Argyrophenga, elle est endémique de Nouvelle-Zélande.

## Noms vernaculaires
Argyrophenga antipodum se nomme en anglais Common Tussock ou Tussock Ringlet.

## Description

### Papillon
L'imago d'Argyrophenga antipodum est un papillon de taille moyenne. 
Le dessus des ailes est marron terne avec une grande tache postmédiane orange sur chacune des quatre ailes. Cette tache orange contient aux ailes antérieures un ocelle noir doublement pupillé de blanc, et aux ailes postérieures une série d'ocelles postdiscaux noirs pupillés de blanc.
Le revers des ailes antérieures est similaire au dessus, avec un double ocelle dans une grande tache orange. Le revers des ailes postérieures est beige, rayé de lignes gris argenté parallèles aux nervures.

### Chenille
La chenille est de verte, brun-jaune ou brun rougeâtre avec des bandes latérales jaunes et une bande dorsale sombre.

## Biologie
Les plantes hôtes de la chenille sont des Poa, dont Poa cita, des Chionochloa, dont Chionochloa rubra, des Festuca et des Agropyron.
L'imago vole de mi-novembre à mi-avril.

## Distribution
Argyrophenga antipodum est endémique de Nouvelle-Zélande, où on le trouve dans la moitié est de l'île du Sud, du niveau de la mer jusqu'à 2 000 mètres d'altitude dans les Alpes du Sud, mais surtout entre 500 et 1 600 mètres.

## Systématique
L'espèce Argyrophenga antipodum a été décrite en 1845 par l'entomologiste britannique Edward Doubleday. Elle est l'espèce type du genre Argyrophenga, que Doubleday a décrit en même temps qu'elle.